# Pisa Calcio 2002-2003
Questa pagina raccoglie i dati riguardanti il Pisa Calcio nelle competizioni ufficiali della stagione 2002-2003.

## Stagione
Dopo aver chiuso la stagione precedente a metà classifica in Serie C1 i presidenti Gerbi e Posarelli nella primavera 2002 riescono a vendere la società: il nuovo presidente del sodalizio nerazzurro è Maurizio Mian. La nuova proprietà si mostra subito molto ambiziosa e rinforza la squadra in ogni reparto per la stagione 2002-2003, mentre in panchina viene confermato Corrado Benedetti.
L'inizio della stagione non è però all'altezza delle aspettative, tanto che in autunno la squadra naviga nella seconda metà della classifica. A ottobre così la società decide di dare la scossa esonerando mister Benedetti e chiamando al suo posto Giovanni Simonelli.
Da febbraio la squadra inizia ad ottenere i risultati sperati e scala la classifica, arrivando presto in zona Play-off (anche grazie alla migliore difesa del campionato, complessivamente subirà solo 27 reti) e poi concludendo la stagione regolare al quarto posto.
Il Pisa torna così a disputare i Play-off promozione dopo tre anni di assenza. In semifinale i neroazzurri si trovano di fronte il Cesena che battono (1-0) all'andata in casa e che riescono a bloccare sull'(1-1) al ritorno in Romagna. In finale il Pisa si trova di fronte l'AlbinoLeffe (giunto secondo nella stagione regolare), all'andata i pisani sospinti dal pubblico casalingo riescono ad imporsi (2-1). Il ritorno si gioca il 15 giugno allo stadio di Bergamo dove il Pisa viene seguito da migliaia di tifosi. I tempi regolamentari si chiudono sul (2-1) per i lombardi: nei supplementari il Pisa per essere promosso avrebbe bisogno di arrivare al pareggio, ma il risultato finale è di (4-2) per i bergamaschi, che salgono così in Serie B, mentre la squadra nerazzurra rimane in Serie C1.

## Rosa
| N. |                   | Ruolo | Calciatore         |
| -- | ----------------- | ----- | ------------------ |
|    | Italia (bandiera) | P     | Luca Capecchi      |
|    | Italia (bandiera) | P     | Paolo Tommei       |
|    | Italia (bandiera) | D     | Emiliano Niccolini |
|    | Italia (bandiera) | D     | Fabio Bonadei      |
|    | Italia (bandiera) | D     | Riccardo Bettini   |
|    | Italia (bandiera) | D     | Ciro Capuano       |
|    | Italia (bandiera) | D     | Alessandro Cagnale |
|    | Italia (bandiera) | D     | Rosario Guarino    |
|    | Italia (bandiera) | D     | Gianluca Sgarra    |
|    | Italia (bandiera) | C     | Giuseppe Anaclerio |
|    | Italia (bandiera) | C     | Michele Cazzarò    |

| N. |                   | Ruolo | Calciatore              |
| -- | ----------------- | ----- | ----------------------- |
|    | Italia (bandiera) | C     | Alec Bolla              |
|    | Italia (bandiera) | C     | Jimmy Fialdini          |
|    | Italia (bandiera) | C     | Filippo Furiani         |
|    | Italia (bandiera) | C     | Francesco Zitolo        |
|    | Italia (bandiera) | C     | Antonio Obbedio         |
|    | Italia (bandiera) | C     | Mario Massaro           |
|    | Italia (bandiera) | A     | Alessandro Ambrosi      |
|    | Italia (bandiera) | A     | Raffaele Costantino     |
|    | Italia (bandiera) | A     | Massimiliano Varricchio |
|    | Italia (bandiera) | A     | Alessio Frati           |
|    | Italia (bandiera) | A     | Saverio Guariniello     |

## Risultati

### Serie C1

#### Girone di andata
| Arbitro: | Pantana (Macerata) |

|             |           |  |
| Temelin 59’ | Marcatori |  |

| Arbitro: | Cenni (Imola) |

|  |           |                      |
|  | Marcatori | 43’ Foggia 83’ Ganci |

| Arbitro: | Giannoccaro (Lecce) |

|  |           |                     |
|  | Marcatori | 1’ Ambrosi 5’ Frati |

| Arbitro: | G. Rubino (Salerno) |

|             |           |  |
| Ambrosi 68’ | Marcatori |  |

| Alzano Lombardo 29 settembre 2002 5ª giornata | Alzano Virescit     | 0 – 0 | Pisa | Stadio Carillo Pesenti Pigna\| Arbitro: \| Caristia (Siracusa) \| |
| Arbitro:                                      | Caristia (Siracusa) |       |      |                                                                   |

| Arbitro: | Vicinanza (Albenga) |

|  |           |                          |
|  | Marcatori | 28’ Gobbi 90+4’ Carobbio |

| Arbitro: | Tonolini (Milano) |

|              |           |  |
| A. Villa 45’ | Marcatori |  |

| Arbitro: | Carlucci (Molfetta) |

|                       |           |                                                           |
| Frati 24’ Ambrosi 34’ | Marcatori | 59’ (rig.) Minetti 79’, 87’ Makinwa 90+3’ (rig.) Bizzarri |

| Arbitro: | Crugliano (Crotone) |

|                            |           |                                          |
| Ginestra 60’ (rig.), 90+4’ | Marcatori | 7’, 37’, 89’ (rig.) Ambrosi 55’ Fialdini |

| Arbitro: | Lops (Torino) |

|                            |           |             |
| Frati 35’ Varricchio 90+2’ | Marcatori | 43’ Lorieri |

| Arbitro: | Celi (Bari) |

|                           |           |                                 |
| Guidetti 59’ Masiello 78’ | Marcatori | 69’ (rig.), 87’ (rig.) Fialdini |

| Arbitro: | Romeo (Verona) |

|                                   |           |              |
| Ambrosi 29’ (rig.) Varricchio 88’ | Marcatori | 18’ Deflorio |

| Arbitro: | Marelli (Como) |

|             |           |           |
| Bettini 83’ | Marcatori | 54’ Campi |

| Arbitro: | Fiori (Perugia) |

|  |           |                |
|  | Marcatori | 64’ Varricchio |

| Arbitro: | Giannoccaro (Lecce) |

|             |           |  |
| Bettini 62’ | Marcatori |  |

| Arbitro: | Nicoletti (Macerata) |

|  |           |                |
|  | Marcatori | 42’ Varricchio |

| Arbitro: | Brunialti (Trento) |

|             |           |  |
| Massaro 71’ | Marcatori |  |

#### Girone di ritorno
| Arbitro: | Carlucci (Molfetta) |

|               |           |              |
| Costantino 5’ | Marcatori | 90+3’ Artico |

| Arbitro: | Pantana (Macerata) |

|             |           |                    |
| Ganci 90+1’ | Marcatori | 56’ (rig.) Ambrosi |

| Pisa 19 gennaio 2003 20ª giornata | Pisa                | 0 – 0 | Prato | Stadio Arena Garibaldi\| Arbitro: \| Carlucci (Molfetta) \| |
| Arbitro:                          | Carlucci (Molfetta) |       |       |                                                             |

| Arbitro: | Rocchi (Firenze) |

|           |           |                  |
| Shala 56’ | Marcatori | 61’, 70’ Ambrosi |

| Arbitro: | Ciliberto (Merano) |

|             |           |  |
| Ambrosi 30’ | Marcatori |  |

| Arbitro: | Nicoletti (Macerata) |

|                    |           |  |
| Bonazzi 90’ (rig.) | Marcatori |  |

| Arbitro: | Squillace (Catanzaro) |

|                                  |           |                  |
| Capuano 4’, 36’ G. Anaclerio 15’ | Marcatori | 85’ Collacchioni |

| Arbitro: | Velotto (Grosseto) |

|            |           |                  |
| Bonomi 22’ | Marcatori | 60’ G. Anaclerio |

| Arbitro: | P.S. Mazzoleni (Bergamo) |

|             |           |              |
| Capuano 81’ | Marcatori | 14’ Ginestra |

| Arbitro: | Squillace (Catanzaro) |

|            |           |             |
| Gorini 46’ | Marcatori | 54’ Ambrosi |

| Arbitro: | Masiero (Mestre) |

|                                                  |           |  |
| Fialdini 8’, 82’ Ambrosi 9’ Guariniello 69’, 75’ | Marcatori |  |

| Arbitro: | Marelli (Como) |

|                             |           |  |
| Carruezzo 20’ Piovani 90+2’ | Marcatori |  |

| La Spezia 13 aprile 2003 30ª giornata | Spezia              | 0 – 0 | Pisa | Stadio Alberto Picco\| Arbitro: \| Giannoccaro (Lecce) \| |
| Arbitro:                              | Giannoccaro (Lecce) |       |      |                                                           |

| Arbitro: | P.S. Mazzoleni (Bergamo) |

|                         |           |  |
| Ambrosi 68’ Capuano 89’ | Marcatori |  |

| Cesena 27 aprile 2003 32ª giornata | Cesena             | 0 – 0 | Pisa | Stadio Dino Manuzzi\| Arbitro: \| Velotto (Grosseto) \| |
| Arbitro:                           | Velotto (Grosseto) |       |      |                                                         |

| Pisa 4 maggio 2003 33ª giornata | Pisa                  | 0 – 0 | Arezzo | Stadio Arena Garibaldi\| Arbitro: \| Sacco (Civitavecchia) \| |
| Arbitro:                        | Sacco (Civitavecchia) |       |        |                                                               |

| Arbitro: | Torella (Roma) |

|  |           |                                 |
|  | Marcatori | 10’ G. Anaclerio 34’ Varricchio |

#### Play-off
| Arbitro: | Tonolini (Milano) |

|             |           |  |
| Ambrosi 66’ | Marcatori |  |

| Arbitro: | Tagliavento (Terni) |

|         |           |             |
| Rea 26’ | Marcatori | 25’ Bettini |

| Arbitro: | Mariuzzo (Venezia) |

|                             |           |             |
| Ambrosi 4’ G. Anaclerio 51’ | Marcatori | 30’ Bonazzi |

| Arbitro: | Giannoccaro (Lecce) |

|                                            |           |                             |
| Araboni 39’, 60’ Carobbio 99’ M. Fusi 113’ | Marcatori | 47’ Varricchio 107’ Furiani |

### Coppa Italia Serie C

#### Fase a gironi
| Arbitro: | Giachero (Pinerolo) |

|                                                                    |           |                 |
| Massaro 13’ G. Anaclerio 30’ Bolla 58’ Fialdini 67’ Varricchio 69’ | Marcatori | 42’ I. Graziani |

| Arbitro: | Tagliavento (Terni) |

|  |           |           |
|  | Marcatori | 51’ Frati |

| 25 agosto 2002 3ª giornata |  | – Turno di riposo Pisa |  |  |

| Arbitro: | Ioseffi (Siena) |

|                                 |           |                            |
| Ambrosi 4’ Massaro 7’ Frati 75’ | Marcatori | 45’ Gasparetto 63’ M. Gori |

| Arbitro: | Velotto (Grosseto) |

|                   |           |                                     |
| R. Belluomini 17’ | Marcatori | 19’, 63’ Guariniello 21’ Varricchio |

#### Fase ad elimanzion diretta
| Arbitro: | Giglioni (Siena) |

|                      |           |                           |
| A. Cioffi 66’ (rig.) | Marcatori | 24’ Frati 88’ Guariniello |

| Arbitro: | Ioseffi (Siena) |

|                    |           |                                          |
| Frati 6’ Bolla 65’ | Marcatori | 25’ Bogi 73’ Nicoletti 89’ G. Belluomini |

## Statistiche

### Statistiche di squadra
| Competizione | Punti | In casa | In casa | In casa | In casa | In casa | In casa | In trasferta | In trasferta | In trasferta | In trasferta | In trasferta | In trasferta | Totale | Totale | Totale | Totale | Totale | Totale | DR  |
| Competizione | Punti | G       | V       | N       | P       | Gf      | Gs      | G            | V            | N            | P            | Gf           | Gs           | G      | V      | N      | P      | Gf     | Gs     | DR  |
| ------------ | ----- | ------- | ------- | ------- | ------- | ------- | ------- | ------------ | ------------ | ------------ | ------------ | ------------ | ------------ | ------ | ------ | ------ | ------ | ------ | ------ | --- |
| Serie B      | 49    | 17      | 9       | 5       | 3       | 23      | 14      | 17           | 6            | 7            | 4            | 17           | 13           | 34     | 15     | 12     | 7      | 40     | 27     | +13 |
| Play-off     | -     | 2       | 2       | 0       | 0       | 3       | 1       | 2            | 0            | 1            | 1            | 3            | 5            | 4      | 2      | 1      | 1      | 6      | 6      | 0   |
| Coppa Italia | -     | 3       | 2       | 0       | 1       | 10      | 6       | 3            | 3            | 0            | 0            | 6            | 2            | 6      | 5      | 0      | 1      | 16     | 8      | +8  |
| Totale       | -     | 22      | 13      | 5       | 4       | 36      | 21      | 22           | 9            | 8            | 5            | 26           | 20           | 44     | 22     | 13     | 9      | 62     | 41     | +21 |